# Jurišna vas
Jurišna vas je naselje v Občini Slovenska Bistrica.